# Barney Miller
Barney Miller  è una serie televisiva statunitense in 171 episodi trasmessi per la prima volta nel corso di 8 stagioni dal 1974 al 1982. La serie fu originata dall'episodio The Life and Times of Captain Barney Miller della serie televisiva antologica Just for Laughs, andato in onda il 22 agosto 1974 sulla ABC.

## Trama
La serie, una sitcom ambientata nel mondo della polizia, si svolge quasi interamente all'interno dell'ufficio della squadra di detective (e l'ufficio adiacente del capitano Barney Miller) di un immaginario distretto di polizia di New York, situato nel Greenwich Village. Di solito ci sono due o tre sottotrame separate in ogni episodio, con diversi ispettori che si occupano di reati diversi. 

## Personaggi
- Capitano Barney Miller (171 episodi, 1974-1982), interpretato da	Hal Linden.
- Detective Stan 'Wojo' Wojciehowicz (170 episodi, 1975-1982), interpretato da	Max Gail.
- Detective Ron Harris (164 episodi, 1975-1982), interpretato da	Ron Glass.
- Detective sergente Arthur Dietrich (130 episodi, 1975-1982), interpretato da	Steve Landesberg.
- Ufficiale Carl Levitt (128 episodi, 1976-1982), interpretato da	Ron Carey.
- Detective sergente Nick Yemana (99 episodi, 1975-1979), interpretato da	Jack Soo.
- Detective Phil Fish (62 episodi, 1974-1981), interpretato da	Abe Vigoda.
- Ispettore Frank Luger (50 episodi, 1975-1982), interpretato da	James Gregory.
- Elizabeth Miller (43 episodi, 1975-1978), interpretata da	Barbara Barrie, moglie di Barney.
- Detective sergente Chano Amenguale (35 episodi, 1975-1976), interpretato da	Gregory Sierra, è portoricano.
- Tenente Ben Scanlon (13 episodi, 1976-1982), interpretato da	George Murdock.
- Ray Brewer (10 episodi, 1976-1982), interpretato da	John Dullaghan.
- Bruno Bender (9 episodi, 1975-1982), interpretato da	Stanley Brock.
- Marty Morrison (8 episodi, 1975-1982), interpretato da	Jack DeLeon.
- Arnold Ripner (8 episodi, 1975-1982), interpretato da	Alex Henteloff.
- Angelo Dodi (7 episodi, 1977-1981), interpretato da	Don Calfa.
- Arthur Bloom (7 episodi, 1975-1981), interpretato da	Phil Leeds.
- Charles Bogert (7 episodi, 1977-1982), interpretato da	Rod Colbin.
- Arthur Duncan (7 episodi, 1975-1982), interpretato da	J.J. Barry.

## Produzione
La serie, ideata da Danny Arnold e Theodore J. Flicker, fu prodotta da Four D Productions e girata nell'ABC Television Center a Los Angeles in California.

### Registi
Tra i registi della serie sono accreditati:
- Noam Pitlik (102 episodi, 1975-1981)
- Danny Arnold (13 episodi, 1975-1982)
- Bruce Bilson (10 episodi, 1976-1981)
- Lee Bernhardi (8 episodi, 1975-1978)
- Max Gail (5 episodi, 1978-1982)
- Alex March (4 episodi, 1977-1978)
- Gennaro Montanino (4 episodi, 1981-1982)
- Hal Linden (3 episodi, 1977-1982)
- Jeremiah Morris (3 episodi, 1977)
- David Swift (3 episodi, 1977)
- Lee Lochhead (2 episodi, 1981-1982)
- Homer Powell (2 episodi, 1981-1982)
- Alan Bergmann (2 episodi, 1982)
- Tony Sheehan (2 episodi, 1982)

## Distribuzione
La serie fu trasmessa negli Stati Uniti dal 1974 al 1982 sulla rete televisiva ABC. In Italia è stata trasmessa con il titolo Barney Miller.
Alcune delle uscite internazionali sono state:

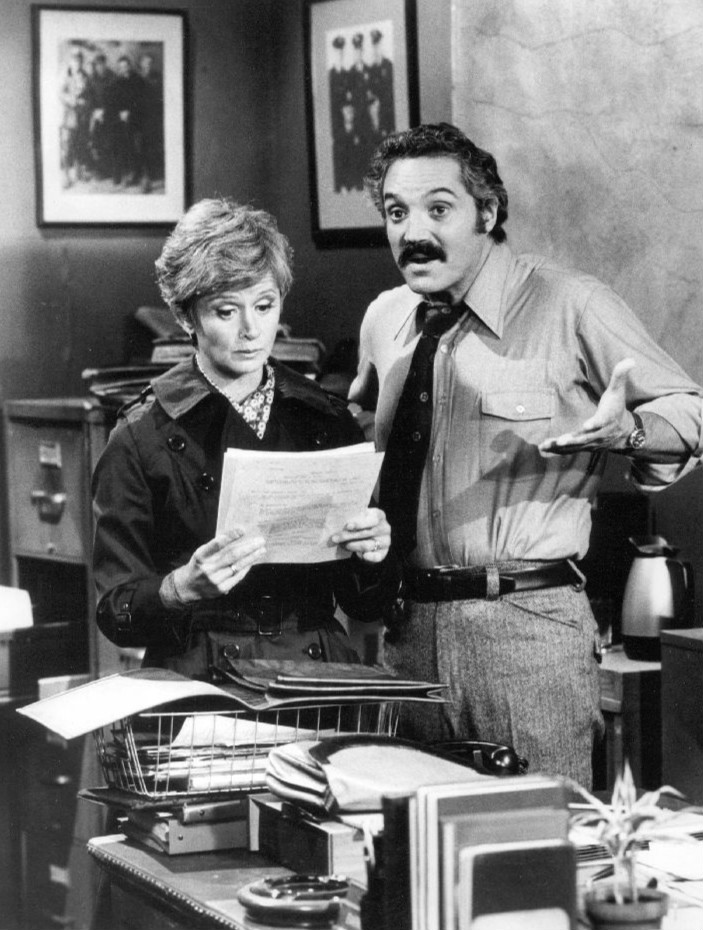
Foto pubblicitaria della serie. Liz (Barbara Barrie) e Barney Miller (Hal Linden).

- negli Stati Uniti il 23 gennaio 1975 (Barney Miller)
- nel Regno Unito il 11 luglio 1979 (Barney Miller)
- in Svezia il 27 settembre 1981
- in Grecia (Barney Miller)
- in Spagna (Vida y milagros del Capitán Miller)
- in Italia (Barney Miller)

## Episodi
| Stagione         | Episodi | Prima TV USA | Prima TV Italia |
| ---------------- | ------- | ------------ | --------------- |
| Prima stagione   | 13      | 1975         |                 |
| Seconda stagione | 22      | 1975-1976    |                 |
| Terza stagione   | 22      | 1976-1977    |                 |
| Quarta stagione  | 23      | 1977-1978    |                 |
| Quinta stagione  | 24      | 1978-1979    |                 |
| Sesta stagione   | 22      | 1979-1980    |                 |
| Settima stagione | 22      | 1980-1981    |                 |
| Ottava stagione  | 22      | 1981-1982    |                 |